# Natação no Campeonato Mundial de Esportes Aquáticos de 2015 - 4x100 m medley masculino
A prova do revezamento 4x100 metros medley masculino da natação no Campeonato Mundial de Esportes Aquáticos de 2015 ocorreu no dia 9 de agosto em Cazã na Rússia. 

## Recordes
Antes desta competição, os recordes mundiais e do campeonato nesta prova eram os seguintes:
| Tipo                  | Atleta         | Tempo   | Local | Data                |
| --------------------- | -------------- | ------- | ----- | ------------------- |
|                       | Estados Unidos | 3:27.28 | Roma  | 2 de agosto de 2009 |
| Recorde do campeonato | Estados Unidos | 3:27.28 | Roma  | 2 de agosto de 2009 |

## Medalhistas
| Ouro | Prata                                                                                                   | Bronze                                                                         |
| Estados Unidos · Ryan Murphy · Kevin Cordes · Tom Shields · Nathan Adrian · Matt Grevers · Cody Miller · Tim Phillips · Ryan Lochte | Austrália · Mitch Larkin · Jake Packard · Jayden Hadler · Cameron McEvoy · David Morgan · Kyle Chalmers | Japão · Camille Lacourt · Giacomo Perez-Dortona · Mehdy Metella · Fabien Gilot |

## Resultados

### Eliminatórias
Esses foram os resultados das eliminatórias.
| Pos. | Bateria | Raia | Nadadores      | Nacionalidade                                                                                               | Tempo     | Notas            |
| ---- | ------- | ---- | -------------- | --- | --------- | ---------------- |
| 1    | 4       | 1    | Estados Unidos | Matt Grevers (52.85) Cody Miller (59.23) Tim Phillips (51.03) Ryan Lochte (47.95)                           | 3:31.06   | Q                |
| 2    | 3       | 6    | Austrália      | Mitch Larkin (52.37) Jake Packard (59.87) David Morgan (51.76) Kyle Chalmers (47.86)                        | 3:31.86   | Q                |
| 3    | 2       | 7    | França         | Camille Lacourt (53.50) Giacomo Perez-Dortona (1:00.06) Mehdy Metella (50.88) Fabien Gilot (48.07)          | 3:32.51   | Q                |
| 4    | 4       | 4    | Japão          | Ryosuke Irie (53.23) Yasuhiro Koseki (59.65) Takuro Fujii (51.59) Shinri Shioura (48.35)                    | 3:32.82   | Q                |
| 5    | 1       | 5    | Alemanha       | Jan-Philip Glania (53.51) Hendrik Feldwehr (59.37) Steffen Deibler (51.76) Christoph Fildebrandt (48.30)    | 3:32.94   | Q                |
| 6    | 2       | 6    | Reino Unido    | Chris Walker-Hebborn (53.70) Ross Murdoch (59.20) Adam Barrett (52.29) Ben Proud (48.18)                    | 3:33.37   | Q                |
| 7    | 4       | 3    | Polónia        | Radosław Kawęcki (53.90) Marcin Stolarski (1:00.66) Paweł Korzeniowski (51.30) Konrad Czerniak (47.64)      | 3:33.50   | Q,               |
| 8    | 4       | 8    | Rússia         | Grigory Tarasevich (54.09) Ilya Khomenko (59.58) Daniil Pakhomov (51.83) Alexandr Sukhorukov (48.52)        | 3:34.02   | Q                |
| 9    | 3       | 3    | Itália         | Simone Sabbioni (54.17) Andrea Toniato (1:00.21) Matteo Rivolta (52.00) Marco Orsi (48.21)                  | 3:34.59   |                  |
| 10   | 3       | 4    | Brasil         | Guilherme Guido (53.94) Felipe Lima (59.59) Arthur Mendes (52.86) Marcelo Chierighini (48.34)               | 3:34.73   |                  |
| 11   | 4       | 0    | China          | Xu Jiayu (53.44) Li Xiang (1:00.78) Li Zhuhao (51.61) Lin Yongqing (49.38)                                  | 3:35.21   |                  |
| 12   | 2       | 1    | Lituânia       | Danas Rapšys (54.71) Giedrius Titenis (58.96) Tadas Duškinas (52.69) Mindaugas Sadauskas (48.94)            | 3:35.30   | Recorde nacional |
| 13   | 2       | 2    | Canadá         | Russell Wood (54.95) Richard Funk (1:00.05) Santo Condorelli (52.29) Yuri Kisil (48.43)                     | 3:35.72   |                  |
| 14   | 3       | 1    | Grécia         | Apostolos Christou (55.43) Panagiotis Samilidis (1:01.44) Andreas Vazaios (52.42) Kristian Golomeev (48.57) | 3:37.86   |                  |
| 15   | 2       | 5    | Bielorrússia   | Pavel Sankovich (55.22) Ilya Shymanovich (1:02.24) Yauhen Tsurkin (51.66) Artsiom Machekin (49.11)          | 3:38.23   |                  |
| 16   | 3       | 2    | Nova Zelândia  | Corey Main (54.40) Glenn Snyders (1:00.11) Bradlee Ashby (54.50) Matthew Stanley (49.68)                    | 3:38.69   |                  |
| 17   | 1       | 4    | Suíça          | Nils Liess (55.71) Yannick Käser (1:00.33) Nico van Duijn (53.03) Alexandre Haldemann (49.87)               | 3:38.94   | Recorde nacional |
| 18   | 1       | 3    | Turquia        | Doruk Tekin (56.35) Demir Atasoy (1:01.62) Kaan Türker Ayar (53.99) Kemal Arda Gürdal (48.50)               | 3:40.46   | Recorde nacional |
| 19   | 2       | 0    | Singapura      | Quah Zheng Wen (54.41) Khoo Chien Yin Lionel (1:02.50) Joseph Schooling (52.79) Yeo Kai Quan (51.23)        | 3:40.93   |                  |
| 20   | 3       | 7    | Colômbia       | Omar Pinzón (55.11) Jorge Murillo (1:00.52) Esnaider Reales (54.33) Mateo de Angulo (51.48)                 | 3:41.44   |                  |
| 21   | 4       | 6    | Egito          | Mohamed Khaled (56.55) Youssef El-Kamash (1:01.85) Omar Eissa (53.73) Marwan El-Kamash (49.84)              | 3:41.97   | Recorde nacional |
| 22   | 2       | 4    | Uzbequistão    | Daniil Bukin (57.53) Vladislav Mustafin (1:00.68) Aleksey Derlyugov (54.64) Daniil Tulupov (49.48)          | 3:42.33   |                  |
| 23   | 4       | 9    | Estónia        | Ralf Tribuntsov (55.03/ ) Martin Allikvee (1:01.40) Martin Liivamägi (54.83) Martti Aljand (51.89)          | 3:43.15   |                  |
| 24   | 3       | 5    | Chéquia        | Roman Dmytrijev (57.45) Petr Bartůněk (1:03.69) Jan Šefl (54.11) Martin Verner (48.96)                      | 3:44.21   |                  |
| 25   | 2       | 8    | Luxemburgo     | Raphaël Stacchiotti (57.51) Laurent Carnol (1:00.76) Julien Henx (55.04) Pit Brandenburger (50.91)          | 3:44.22   |                  |
| 26   | 3       | 9    | Letônia        | Janis Šaltans (56.36) Daniils Bobrovs (1:02.60) Nikolajs Maskalenko (56.11) Uvis Kalniņš (50.51)            | 3:45.58   |                  |
| 27   | 3       | 8    | Kuwait         | Yousef Al-Askari (1:01.13) Ahmad Al-Bader (1:03.51) Abbas Qali (54.39) Mohammad Madwa (51.72)               | 3:50.75   | Recorde nacional |
| 28   | 2       | 3    | México         | | 9:99.99 ! | DNS              |
| 28   | 3       | 0    | Azerbaijão     | | 9:99.99 ! | DNS              |
| 28   | 4       | 5    | Índia          | | 9:99.99 ! | DNS              |
| 28   | 4       | 2    | Venezuela      | Carlos Omaña (DSQ) Carlos Claverie Albert Subirats Cristian Quintero                                        | 9:99.99 ! | DSQ              |
| 28   | 4       | 7    | Hungria        | Gábor Balog (54.06) Dániel Gyurta (DSQ) László Cseh Krisztián Takács                                        | 9:99.99 ! | DSQ              |

### Final
Esse foi o resultado da final.
| Pos.              | Raia | Nacionalidade  | Nadadores                                                                                                | Tempo   | Notas            |
| ----------------- | ---- | -------------- | --- | ------- | ---------------- |
| Medalha de ouro   | 4    | Estados Unidos | Ryan Murphy (53.05) Kevin Cordes (58.88) Tom Shields (50.59) Nathan Adrian (47.41)                       | 3:29.93 |                  |
| Medalha de prata  | 5    | Austrália      | Mitch Larkin (52.41) Jake Packard (59.16) Jayden Hadler (51.91) Cameron McEvoy (46.60)                   | 3:30.08 |                  |
| Medalha de bronze | 3    | França         | Camille Lacourt (52.81) Giacomo Perez-Dortona (59.88) Mehdy Metella (50.39) Fabien Gilot (47.42)         | 3:30.50 |                  |
| 4                 | 7    | Reino Unido    | Chris Walker-Hebborn (53.23) Adam Peaty (57.74) James Guy (51.62) Ben Proud (48.08)                      | 3:30.67 | Recorde nacional |
| 5                 | 8    | Rússia         | Evgeny Rylov (53.21) Kirill Prigoda (59.11) Daniil Pakhomov (51.17) Vladimir Morozov (47.41)             | 3:30.90 |                  |
| 6                 | 6    | Japão          | Ryosuke Irie (53.05) Yasuhiro Koseki (59.31) Takuro Fujii (51.15) Shinri Shioura (47.59)                 | 3:31.10 |                  |
| 7                 | 2    | Alemanha       | Jan-Philip Glania (53.48) Hendrik Feldwehr (59.15) Steffen Deibler (51.27) Christoph Fildebrandt (48.26) | 3:32.16 |                  |
| 8                 | 1    | Polónia        | Radosław Kawęcki (54.25) Marcin Stolarski (1:00.57) Paweł Korzeniowski (51.14) Konrad Czerniak (48.38)   | 3:34.34 |                  |

Legenda
| Recorde mundial       | Recorde mundial (World record)               |                       | Recorde africano                      | Recorde africano (African) |                                           | Q | Classificado por posição (Qualified) |
| Recorde do campeonato | Recorde do campeonato (Championship record)  | Recorde da América    | Recorde da América (Americas)         | q                          | Classificado por melhor tempo (Qualified) |   |                                      |
| Melhor marca do ano   | Melhor marca do ano (World leading)          | Recorde asiático      | Recorde asiático (Asian)              | DNS                        | Não largou (Did not start)                |   |                                      |
| Recorde nacional      | Recorde nacional (National record)           | Recorde europeu       | Recorde europeu (European)            | DNF                        | Não terminou (Did not finish)             |   |                                      |
| Recorde pessoal       | Recorde pessoal do atleta (Personal best)    | Recorde da Oceania    | Recorde da Oceania (Oceania)          | DSQ / DQ                   | Desclassificado (Disqualified)            |   |                                      |
| Recorde da temporada  | Recorde da temporada do atleta (Season best) | Recorde sul-americano | Recorde sul-americano (South America) | NM                         | Sem marca (No mark)                       |   |                                      |